# Thomas Bavin
Thomas Rainsford Bavin, (5 mai 1874 - 31 août 1941) a été le 24e Premier ministre de Nouvelle-Galles du Sud. 

## Jeunesse
Il est né à Kaiapoi, en Nouvelle-Zélande d'un père pasteur méthodiste et de sa femme, Bavin étudia à l'Auckland Grammar School jusqu'en 1889 lorsque sa famille déménagea à Sydney et que Bavin s'inscrivit au Newington College (1889-1890) puis à l'université de Sydney. À cette époque, il entra en conflit avec ses parents en renonçant au méthodisme (plus tard, il se convertit à l'anglicanisme) et obtint sa licence de droit en 1897, remportant la médaille de l'Université par la même occasion. 
Nommé au barreau de Nouvelle-Galles du Sud en 1897, Bavin s'est impliqué dans la cause de la Fédération australienne, il se présente sans succès en 1898 au siège de député de Canterbury avec un programme pro-fédéral. Il donne alors des cours de droit à l'université de Tasmanie en 1900 puis Bavin retourne à Sydney pour se marier avec Edith Winchcombe, la fille de Frédéric Winchcombe, un député puis sénateur de Nouvelle-Galles du Sud et devient secrétaire des deux premiers ministres d'Australie, Sir Edmund Barton et Sir Alfred Deakin. 
Bavin retourna au barreau en 1904 mais il y trouva peu à faire et commença à écrire des chroniques pour les journaux de Sydney, et, en même temps que Deakin, devint correspondant pour l'Australie du The Morning Post de Londres de 1907 à 1911. En 1913, il mena une enquête sur les prix des denrées alimentaires et se rendit en mer sur les chalutiers pour enquêter en détail sur les prix de revient du poisson. Il recommanda l'ouverture d'une enquête et la mise en route de poursuites. Bavin fut élu conseiller municipal de la cité de Willoughby en 1910.  Lorsque la Première Guerre mondiale éclata, il devint officier des renseignements navals.

## Carrière politique
Bavin tenta par trois fois d'entrer au Parlement fédéral mais par trois fois fut battu lors des présélections du Parti libéral, en partie à cause de son soutien à une augmentation des dépenses de protection sociale. Il fut présélectionné pour le siège de député d'Albury au niveau national et il fut élu député du Parti nationaliste de la circonscription de Gordon en 1917, poste qu'il occupa jusqu'en 1935, sauf pendant la période de la représentation proportionnelle (de 1920 à 1927) où il fut élu dans la circonscription de Ryde. 
Après son élection, Bavin avança rapidement dans la hiérarchie parlementaire du parti, devenant chef adjoint des nationalistes en octobre 1920, ministre de la justice en 1921 et procureur général de 1922 à 1925. Après la perte des élections de 1925 par les nationalistes, Bavin fut élu chef du parti (et par suite, chef de l'opposition). 
À la suite d'un accord du parti nationaliste et du Country Party pour ne pas présenter de candidats d'un parti contre l'autre, la coalition remporta l'élection de 1927 et Bavin devint premier ministre et ministre des Finances, le 18 octobre 1927. 
Au cours de son mandat comme premier ministre, Bavin présenta l'Income Tax (Management) Act (1928) une loi associant les revenus des conjoints et introduisit un régime d'impôt progressif (ce qui provoqua la colère de beaucoup de ses partisans conservateurs). Pour le soutenir, le Parti travailliste australien demanda la suppression du Conseil législatif mais Bavin exigea un référendum sur le sujet. 
Bavin fut en proie à des problèmes de santé tout au long de son mandat, devant abandonner son poste à des moments cruciaux, en particulier à la suite de la Grande Dépression en 1929. Face à un nombre croissant de grèves, Bavin fit employer des travailleurs non syndiqués, ce qui conduisit à de violents affrontements entre grévistes et policiers. 
À la suite de la perte par les nationalistes des élections de 1930, Bavin continua de diriger le parti jusqu'en 1932, date à laquelle il rejoignit le nouveau Parti United Australia. Bavin  prit sa retraite politique en 1935 pour être nommé juge à la Cour suprême de Nouvelle-Galles du Sud. Bavin retourna également à l'écriture, écrivant un certain nombre de livres, comme Thomas Rainsford Bavin: Extracts from his Speeches from 1923 until 1932 (1933), et Sir Henry Parkes: His Life and Work (1941).
Bavin est mort d'un cancer dans la banlieue de Sydney, à Bellevue Hill.